# 500 miles d'Indianapolis 1985

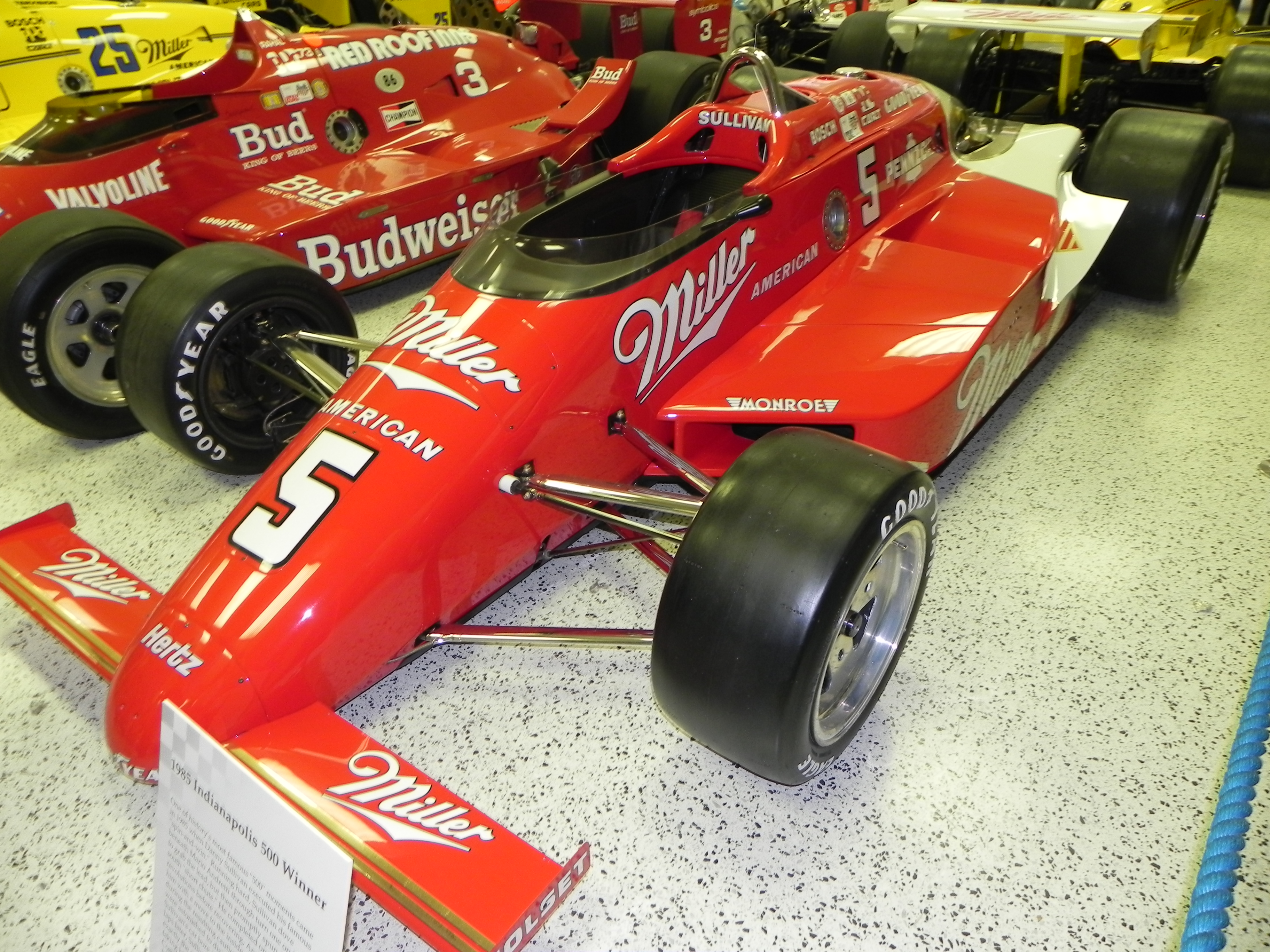
La March-Cosworth de Danny Sullivan, victorieuse de l'édition 1985 des 500 miles d'Indianapolis.

Les 500 miles d'Indianapolis 1985, organisés le dimanche 26 mai 1985 sur l'Indianapolis Motor Speedway, ont été remportés par le pilote américain Danny Sullivan sur une March-Cosworth.

## Grille de départ
| Ligne | Intérieur        | Milieu                | Extérieur         |
| 1     | Pancho Carter    | Scott Brayton         | Bobby Rahal       |
| 2     | Mario Andretti   | Emerson Fittipaldi    | Don Whittington   |
| 3     | Al Unser         | Danny Sullivan        | Geoff Brabham     |
| 4     | Rick Mears       | Al Unser Jr.          | Bill Whittington  |
| 5     | Tom Sneva        | Dick Simon            | Michael Andretti  |
| 6     | Roberto Guerrero | Danny Ongais          | Josele Garza      |
| 7     | Howdy Holmes     | Arie Luyendyk         | A. J. Foyt        |
| 8     | Ed Pimm          | Raul Boesel           | John Paul Jr.     |
| 9     | Chip Ganassi     | Johnny Parsons        | Jim Crawford      |
| 10    | George Snider    | Tony Bettenhausen Jr. | Johnny Rutherford |
| 11    | Derek Daly       | Kevin Cogan           | Rich Vogler       |

La pole a été réalisée par Pancho Carter à la moyenne de 342,119 km/h. Il s'agit également du chrono le plus rapide des qualifications.

## Classement final
| no | Pilote                | Voiture         | Tours | Temps/Abandon     |
| 1  | Danny Sullivan        | March-Cosworth  | 200   |                   |
| 2  | Mario Andretti        | Lola-Cosworth   | 200   |                   |
| 3  | Roberto Guerrero      | March-Cosworth  | 200   |                   |
| 4  | Al Unser              | March-Cosworth  | 199   |                   |
| 5  | Johnny Parsons        | March-Cosworth  | 198   |                   |
| 6  | Johnny Rutherford     | March-Cosworth  | 198   |                   |
| 7  | Arie Luyendyk (R)     | Lola-Cosworth   | 198   |                   |
| 8  | Michael Andretti      | March-Cosworth  | 196   |                   |
| 9  | Ed Pimm (R)           | Eagle-Cosworth  | 195   |                   |
| 10 | Howdy Holmes          | Lola-Cosworth   | 194   |                   |
| 11 | Kevin Cogan           | March-Cosworth  | 191   |                   |
| 12 | Derek Daly            | Lola-Cosworth   | 189   |                   |
| 13 | Emerson Fittipaldi    | March-Cosworth  | 188   | fuite d'essence   |
| 14 | Bill Whittington      | March-Cosworth  | 183   | accident          |
| 15 | John Paul Jr. (R)     | March-Cosworth  | 164   | accident          |
| 16 | Jim Crawford (R)      | Lola-Cosworth   | 142   | électricité       |
| 17 | Danny Ongais          | March-Cosworth  | 141   | moteur            |
| 18 | Raul Boesel (R)       | March-Cosworth  | 134   | radiateur         |
| 19 | Geoff Brabham         | March-Cosworth  | 130   | moteur            |
| 20 | Tom Sneva             | Eagle-Cosworth  | 123   | accident          |
| 21 | Rick Mears            | March-Cosworth  | 122   | mécanique         |
| 22 | Chip Ganassi          | March-Cosworth  | 121   | fuite d'essence   |
| 23 | Rich Vogler (R)       | March-Cosworth  | 119   | accident          |
| 24 | Don Whittington       | March-Cosworth  | 97    | moteur            |
| 25 | Al Unser Jr.          | Lola-Cosworth   | 91    | moteur            |
| 26 | Dick Simon            | March-Cosworth  | 86    | pression d'huile  |
| 27 | Bobby Rahal           | March-Cosworth  | 84    | mécanique         |
| 28 | A. J. Foyt            | March-Cosworth  | 62    | aileron avant     |
| 29 | Tony Bettenhausen Jr. | Lola-Cosworth   | 31    | roulement de roue |
| 30 | Scott Brayton         | March-Buick     | 19    | moteur            |
| 31 | Josele Garza          | March-Cosworth  | 15    | moteur            |
| 32 | George Snider         | March-Chevrolet | 13    | moteur            |
| 33 | Pancho Carter         | March-Buick     | 6     | pompe à huile     |

Un (R) indique que le pilote était éligible au trophée du « Rookie of the Year » (« meilleur débutant de l'année »), attribué à Arie Luyendyk.

## Note
Cette édition de l'Indy 500, marquée par le tête-à-queue du futur vainqueur Danny Sullivan au 120e tour, reste dans les annales comme celle du « spin and win » (« partir en vrille et gagner ») .

## Sources
- (en) Résultats complets sur le site officiel de l'Indy 500